# Hydro Raufoss Automotive
Hydro Raufoss Automotive, norsk tillverkare av stötfångare.
Hydro Raufoss Automotive har sin bakgrund i Raufoss ammunitionsfabrik som började tillverka vapen i slutet av 1800-talet.
Under 1960-talet började man tillverka stötfångare åt Volvo.